# Dover (Pensilvania)
Dover es un borough ubicado en el condado de York en el estado estadounidense de Pensilvania. En el año 2000 tenía una población de 1.815 habitantes y una densidad poblacional de 1,399.1 personas por km².

## Geografía
Dover se encuentra ubicado en las coordenadas 40°00′14″N 76°50′58″O / 40.00389, -76.84944.

## Demografía
Según la Oficina del Censo en 2000 los ingresos medios por hogar en la localidad eran de $41,250 y los ingresos medios por familia eran $46,086. Los hombres tenían unos ingresos medios de $33,796 frente a los $22,826 para las mujeres. La renta per cápita para la localidad era de $19,108. Alrededor del 6.5% de la población estaba por debajo del umbral de pobreza.